# Mongolsko Carstvo
Mongolsko Carstvo (Mongolыn Эzэnt Gүrэn) bilo je najveća kopnena država u povijesti i druga uopće po veličini poslije Britanskog Carstva (koje je bilo veće za 3.000.000 km² te pokrivalo je teritorij od preko 33.000.000 km² na vrhuncu svoje moći i imalo oko 100.000.000 stanovnika. Mongolsko Carstvo osnovao je Džingis-kan 1206. godine.
Mongolska vojska je najvjerojatnije brojila preko 200.000 vojnika. Sklapali su saveze s nomadskim i drugim narodima u Aziji. Počela je kao mongolska nacija Mongola, Naimana, Ujgura i Merkita. Osvojili su Kinu, Bliski istok i neke europske regije. Mongolskim Carstvom vladao je veliki kan ili kagan. Poslije smrti Monga-kana, Mongolsko Carstvo se podijelilo na: Dinastiju Yuan, Ilhanidsko Carstvo, Čagatajski Kanat i Zlatnu Hordu. Stoljećima su Mongoli živjeli nomadskim životom na stepama ili travnjacima u Aziji. Iznenada su, tijekom 13. stoljeća, izbili na svjetsku scenu. Predvođeni Džingis-kanom, Mongoli su stvorili prostrano carstvo koje se protezalo Europom i Azijom. Bili su bezobzirni vojnici koji su svaki zaposjednuti grad pretvorili u prah i pepeo. Ipak je njihovo carstvo doživjelo cijelo stoljeće mira. Cvala je trgovina duž Puta svile između Kine i Europe, a Kina je ujedinjena nakon dugo godina razjedinjenosti. Njihovo carstvo je kratko trajalo i raspalo se smrću Kublaj-kana 1294. godine.

## Osnivanje carstva
Godine 1206. sastao se kuriltai (skupština) mongolskih plemena i proglasio Temujina, vođu mongolskih plemena, vrhovnim vladarom  >> svih koji su lutali u pustanim šatorima <<. Nadjenuli su mu ime Džingis-kan, >> princ svega što leži između dva oceana <<. Godine 1279. vladali su carstvom koje se protezalo od srednje Europe duž starog Puta svile do Tihog oceana.
- Jurte

Mongoli su živjeli u jurtama (šatorima). Bile su načinjene od kože i ručno tkane tkanine nategnute preko drvenog okvira i lako se rasklapale.

## Mongolski ratnici
Mongoli su bili vješti i okretni konjanici koji su dnevno mogli prevaliti više od 160 km. Jahali su malene konje koje su odabrali radi njihove sposobnosti da izdrže veliku hladnoću, a mogli su i brzo trčati na kratkim udaljenostima. Njihovi jahači imali su lagano oružje. Koristili su lukove i strijele što su mogle probiti neprijateljov oklop.

### Borba
Mongoli su u borbi bili zaplotnjački i lukavi, tjerajući konje bez jahača u neprijateljske linije radi zastrašivanja, te vezujući na konje napunjene vreće da bi njihove vojske izgledale veće. Omiljena taktika bila je hinjeno povlačenje kojim se neprijatelja mamilo u zasjedu. Pohod Džingis-kana na zapad 1219. godine pretvorio je središnju Aziju u gomilu zadimljenih ruševina. Buhara, Samarkand, Herat i Balkh, sve veliki gradovi, svaki s više od milijun stanovnika, bili su pretvoreni u pepeo. Godine 1258. Hulagu je osvojio Bagdad, tada jedno od žarišta svjetske uljudbe.

### Džingis-kan
Džingis-kan, a bio je poznat i kao Temujin, rođen je u Mongoliji oko 1167. Kao mladić je postao neustrašivi poglavica. Nakon izbora za vrhovnog vladara Mongola, predvodio je svoju vojsku u pobjedama diljem Azije. Umro je u Kini 1227. godine, no njegova se smrt držala u tajnosti sve dok ga nije mogao naslijediti njegov sin.
- Pljačkanje Kijeva

Godine 1240. mongolska vojska stigla je do velikog ukrajinskog grada Kijeva. Spalili su grad do temelja i ubili ili osakatili sve ljude. Šest godina poslije, papin izaslanik je, posjetivši mongolske vođe, izvjestio da je u Kijevu preostalo samo 200 kuća.
- Timur

U 14. stoljeću mongolska je moć slabila. No, 1369. g. Timur Lenk (hromi) poznat i kao Tamerlan (1336 - 1405), proglasio se vladarom Samarkanda u srednjoj Aziji te započeo obnavljati Mongolsko Carstvo. Osvojio je najveći dio srednje Azije, no umro je prije nego što je uspio osvojiti Kinu.

### Mongolska osvajanja
Mongolska plemena najprije su pregazila sjevernu Kinu, zauzevši Beijing 1215. g. Zatim su osvojili srednju Aziju i Perziju. Kasniji pohodi odveli su ih na zapad u Mađarsku i Poljsku, na jug u Egipat i Indiju te na istok na Javu i u Japan.

## Vanjske poveznice
- The Mongol Empire  Arhivirana inačica izvorne stranice od 5. rujna 2012. (Wayback Machine)
- Mongols  Arhivirana inačica izvorne stranice od 9. svibnja 2005. (Wayback Machine)
- The Mongols in World History
- Mongol invasion of Rus (pictures)
- Mongol Empire Google Earth[neaktivna poveznica]